# Feuilleton (revue)
Pour les articles homonymes, voir Feuilleton.
Feuilleton est une revue française de journalisme de récit, créée en septembre 2011 et disparue en 2018. 
Vendue en librairie, son premier numéro a été tiré à 20 000 exemplaires. Au troisième numėro, les ventes approchent 5 000 exemplaires[réf. nécessaire].

## Historique
Elle a été créée par l'éditeur Adrien Bosc qui en est l'actionnaire majoritaire avec sa famille. Les autres actionnaires sont Pierre Bergé, le journaliste Victor Robert, l'éditeur Gérard Berréby et l'avocat Olivier Diaz.
Le nom feuilleton est inspiré du mot désignant les pages Idées et Culture de la presse allemande.  
La revue se situe dans la lignée des « magazines livres » anglo-saxons, les mooks (mot valise composé de magazine et book). Elle s'inspire fortement de la revue XXI[réf. nécessaire] (périodicité, prix, absence de publicité, vente en librairie, pages de compléments après chaque reportage, choix de l'illustration plus que de la photo).
Elle comprend 256 pages, sans publicité avec des grands reportages, des enquêtes et des nouvelles littéraires. Le contenu est composé aux deux tiers de traductions de textes publiés dans  The Atlantic Monthly, Harper's, The New Yorker, Rolling Stone Magazine ou Vanity Fair et des textes d'auteurs français, en format « long » (quinze à quarante pages). 
Feuilleton est vendue en France, en Belgique, au Canada et en Suisse.